# Le Méridien Grand Hotel Nürnberg
Le Méridien Grand Hotel Nürnberg es un gran hotel en Núremberg, Alemania. Está ubicado en Bahnhofstraße 1-3, justo enfrente de la estación principal de tren de Núremberg, a la entrada del casco histórico. El hotel existe desde 1895, ha sido renovado varias veces y pertenece desde 1996 a la cadena hotelera Starwood Hotels & Resorts Worldwide bajo el nombre Le Méridien Grand Hotel.